# Phoracantha semipunctata
Phoracantha semipunctata é uma espécie de insetos coleópteros polífagos pertencente à família Cerambycidae.
A autoridade científica da espécie é Fabricius, tendo sido descrita no ano de 1775.
Trata-se de uma espécie presente nos territórios português e brasileiro.